# Archelao (nome)
Archelao  è un nome proprio di persona italiano maschile.

## Varianti in altre lingue
- Catalano: Arquelau[3]
- Greco antico: Ἀρχέλαος (Archelaos)[1][4]
- Latino: Archelaus[4]
- Russo: Архелай (Archelaj)
- Spagnolo: Arquelao[3]

## Origine e diffusione
Continua l'antico nome greco Ἀρχέλαος (Archelaos), composto da ἀρχός (archos, "capo", "signore") e λαός (laos, "popolo"), con il significato complessivo di "capo del popolo"; entrambi gli elementi sono ben diffusi nell'onomastica greca: il primo si ritrova anche in Archippo, Archimede, Aristarco, Nearco e Arcangelo, il secondo in Nicola, Laodice, Carilao, Laerte e Menelao; entrambi, disposti in ordine inverso, formano il nome Learco.
Il nome venne portato da numerosi personaggi della mitologia greca e da svariate figure storiche, tra cui Archelao, figlio di Erode il Grande, citato anche nella Bibbia (in Mt 2:22). La diffusione nell'Italia moderna (dove può in parte rappresentare una corruzione di Ercole) è motivata dal culto di vari santi, ma è assai scarsa; negli anni 1970 se ne contava appena una cinquantina di occorrenze, sparse tra la Sardegna (in particolare la provincia di Oristano, il cui santo patrono porta questo nome) e la Lombardia; è attestato con due pronunce, "Archelào" e "Archèlao".

## Onomastico
L'onomastico si può festeggiare in memoria di più santi, alle date seguenti:
- 13 febbraio, sant'Archelao, sacerdote, martire a Oristano sotto Traiano o Diocleziano[7]
- 4 marzo, sant'Archelao, martire a Nicomedia con i santi Fozio, Quirino e altri[3][7][8]
- 5 maggio, sant'Archelao, martire con i santi Gregorio e Felicissimo in Africa[8]
- 23 agosto, sant'Archelao, diacono, martire con Ciriaco, Massimo e altri compagni a Ostia[7][8]
- 26 dicembre, sant'Archelao, vescovo di Carcara, oppositore del Manicheismo[7]

## Persone
- Archelao, re di Cappadocia
- Archelao, re di Cilicia
- Archelao, re di Sparta
- Archelao, vescovo di Carcara
- Archelao, filosofo greco antico
- Archelao, militare greco antico
- Archelao, ufficiale bizantino
- Archelao I di Comana, nobile e sacerdote cappadocico
- Archelao II di Comana, nobile e sacerdote cappadocico
- Archelao I di Macedonia, re di Macedonia
- Archelao II di Macedonia, re di Macedonia
- Archelao di Priene, scultore greco antico
- Erode Archelao, re di Giudea